# 운동회 (영화)
"운동회"는 2018년에 개봉한 대한민국의 영화이다.

## 캐스팅
- 양지웅 : 철구 역
- 김수안 : 승희 역
- 이정비 : 미순 역
- 박찬영 : 순돌 역
- 최혁 : 민석 역
- 김진우 : 강호 역
- 김진욱 : 용화 역
- 김종인 : 김 대리 역
- 박창화 : 만덕 역
- 조유신 : 이사장 역
- 이윤희 : 지부장 역
- 어주선 : 경수 역
- 김하영 : 태삼 역
- 김미경 : 진호엄마 역
- 구미석 : 정환 역
- 고선평 : 스님 역
- 박규한 : 영호 역
- 박슬기 : 은지 역
- 현우 라샤펠 : 대니얼 역
- 김서은 : 은주 역
- 이정규 : 선생님 역
- 강민지 : 김대리 부인 역
- 황병윤 : 일자리 상담원 역
- 양성우 : 영화사 대표 역
- 이영준 : 진호 역
- 김나영 : 지부장 부인 역
- 박준서 : 조감독 역
- 차승현 : 제작실장 역
- 변지현 : 시의원 역
- 이현우 : 보좌관 1 역
- 이병길 : 보좌관 2 역
- 안태형 : 구사대 남 역
- 김동현 : 차안 남 역
- 황시영 : 차안 녀 역
- 임지웅 : 청년 1 역
- 김이석 : 중년 남 1 역
- 최윤 : 중년 남 2 역
- 김성철 : 조깅 남 역